# Амель-Мардук
Амель-Мардук (аккад. «Людина Мардука»; бібл. Евільмеродах) — цар Нововавилонського царства (7 жовтня 562 — 1-а половина серпня 560 до н. е.), з X Нововавилонської (халдейської) династії.

## Правління
Амель-Мардук був старшим сином Навуходоносора II.
Відомий з Біблії тим, що він "в рік свого воцаріння (2 квітня 561 до н. е.) вивів Йоахина, царя юдейського, з в'язниці, і говорив із ним ласкаво, і поставив трон його понад трон царів, які були з ним у Вавилоні; і змінив його в'язничну одежу, і він завжди їв хліб перед ним по всі дні життя його, і утримання його, їжа стала, видавалася йому від царя з дня у день, в усі дні життя його … " (4 Цар 25:27-30). До цього Ієхонія пробув у в'язниці 37 років. Таким чином, юдеї домоглися теоретичної реставрації свого царства через якісь таємні справи при дворі. Очевидно, новий цар був доступний впливам сторонніх, які при його батьку не могли домогтися успіху, але зараз же знайшли здійснення своїх планів після його смерті. Впливи ці в усякому разі не мали інтересів Вавилонського царства і його міцності, а тому цар втратив довіру у національної знаті та жерців, тим більше, що про храми він не дбав — принаймні немає слідів його благочестивих робіт. Жрець Берос повідомляє про нього: «Він правив беззаконно і гордовито, а тому убитий Нерігліссаром, одруженим з його сестрою, після дворічного царювання». І Набонід у своїй хроніці каже, що він «переступив заповіт» свого батька і діда. Про закулісніусторону історії того часу ми можемо тільки здогадуватися; ймовірно справа була ще складніша, ніж говорять наші мізерні джерела.
За непрямими даними можна судити, що в його правління продовжували погіршуватися відносини з Мідією. При ньому вавилоняни втратили Сузи, захоплені персами, данниками Мідії, але до відкритої війни з Мідією не дійшло.
Амель-Мардук правив 1 рік і 10 місяців. Убитий між 7 і 13 серпня 560 до н. е.